# بیمارستان عمومی ماساچوست
بیمارستان عمومی ماساچوست (به انگلیسی: Massachusetts General Hospital) یکی از معتبرترین و مشهورترین مراکز درمانی ایالات متحده آمریکا و جهان، متعلق به دانشگاه هاروارد می‌باشد. این بیمارستان در سال ۱۷۱۱ میلادی و در محله گامبا مرکز شهر بوستون در ایالت ماساچوست تأسیس شد.
این بیمارستان واقع در ایالت بوستون قدیمی‌ترین مرکز تحقیقات و آموزش وابسته به دانشگاه هاروارد است که در سال ۱۷۱۱ تأسیس شده. بیمارستانی که با ۹۰۰۶ تخت خواب، ۱۹۰ هزار کادر درمانی، ۳میلیون و ۶۰۰ هزار پزشک!!، سالی یک میلیارد مراجعه اورژانسی، ۳۵ میلیون عمل جراحی، ۳ میلیون زایمان و خدمات دیگر پزشکی ارائه می‌دهد و سالانه ۵۰۰ میلیون دلار برای تحقیقات هزینه می‌کند.